# Lagopus
Lagopus es un  género de aves galliformes de la familia Phasianidae conocidas vulgarmente como lagópodos o tarmigán.

## Especies
El género Lagopus incluye tres especies:
- Lagopus lagopus
- Lagopus leucura
- Lagopus muta